# La Guerra (Rousseau)
La Guerra és una obra realitzada en oli sobre llenç l'any 1894 pel pintor francès Henri Rousseau.

## Descripció i interpretació
Més de vint anys després del conflicte francoprussià de 1870 i de la Comuna de 1871, Rousseau, encara marcat per aquests esdeveniments, pinta La Guerra. Al centre, un personatge femení fa ganyotes mentre subjecta una espasa i una torxa. Aquesta espècie de Belona, deessa romana de la guerra, munta un cavall que s'assembla més a un monstre híbrid. El sòl fosc està cobert per un munt de cossos, de corbs delectant-se d'aquesta carronya humana. Els arbres semblen calcinats. Els núvols són vermells. Sense cap element anecdòtic o narratiu, Rousseau aconsegueix posar en imatge el drama. L'abundància de les formes esbocinades i sobretot l'elecció dels colors contribueixen en això: el verd de l'esperança està totalment absent; el negre i el vermell, colors del dol i de sang, dominen el quadre.
Entre les fonts possibles de l'obra, una reutilització sembla evident. Es tracta de la postura del cavall, una espècie de "galop volador", que es correspon exactament a la dels cavalls del Derby d'Epsom de Géricault (1821, París, Museu del Louvre). No obstant això, gràcies a la descomposició del moviment mitjançant la fotografia, se sap ja en l'època de Rousseau, que aquesta posició és errònia i que mai es dona en el galop d'un cavall. També es pot citar com a dont "La Nit" de Hodler. En aquest quadre, que va tenir una gran repercussió quan es va mostrar en el Saló dels Artistes Francesos de 1891, els cossos tombats paral·lelament en el plànol del llenç, la gamma acolorida i la presència de la mort, al centre de la composició, són tots els elements que haguessin pogut influir en aquesta obra de Rousseau.

## Exposició i conservació
L'obra es conserva en el Saló dels Independents del Museu d'Orsay des de 1986, encara que des de la seva creació va estar en diverses col·leccions particulars. "La Guerra" va ser rebuda o per sarcasmes, a causa del seu aspecte maldestre, o amb entusiasme, per la seva total independència d'estil. Així mateix, el jove pintor Louis Roy va escriure a Le Mercure de France: "aquesta manifestació ha pogut semblar estranya perquè no evocava cap idea d'alguna cosa ja vista. O és que no és això la seva qualitat principal? [Rousseau] Té el mèrit, escàs avui dia, de ser absolutament personal. Tendeix cap a un art nou...".